# Comethazine
Фрэнк Чайлдресс (родился 6 июля 1998), более известен как Comethazine — американский рэпер. Наиболее известен своей песней «Walk», которая достигла 20 номера в чарте Billboard Bubbling Under Hot 100.

## Карьера
Comethazine начал размещать свою музыку на платформах SoundCloud и Spotify ещё подростком, что позволило ему бросить работу механика, чтобы полностью посвятить себя музыке.
24 августа 2018 года Фрэнк выпустил дебютный микстейп Bawskee.
11 января 2019 года был выпущен второй микстейп Bawskee 2.
26 июля 2019 года вышел третий микстейп Bawskee 3.5. В 2019 году, Comethazine участвовал в ежегодном списке фрешменов XXL.
Дебютный студийный альбом PANDEMIC вышел 27 марта 2020 года.
22 октября 2021 года вышел второй студийный альбом Comethazine the Album.

## Музыкальный стиль
Музыку Comethazine называют смесью Playboi Carti, Smokepurpp и Tay-K и производной формой трэпа, в которой бас используется как источник мелодии вместо традиционных инструментов. Его вдохновили Big Mike, Pimp C, Chingy, Jadakiss, Special Ed, Chief Keef, Playboi Carti, Эминем, Waka Flocka Flame, 50 Cent и Джим Джонс.

## Дискография

### Студийные альбомы
| Название              | Детали                                                                                        |
| --------------------- | --------------------------------------------------------------------------------------------- |
| PANDEMIC              | - Выпущен: 27 марта 2020 - Лейбл: Alamo Records - Формат: Цифровая загрузка                   |
| Comethazine the Album | - Выпущен: 22 октября 2021 - Лейблы: Alamo, Sony Music - Форматы: Цифровая загрузка, стриминг |

### Микстейпы
| Название    | Детали                                                                        |
| ----------- | ----------------------------------------------------------------------------- |
| Bawskee     | - Выпущен: 24 августа 2018 - Лейбл: Alamo Records - Формат: Цифровая загрузка |
| Bawskee 2   | - Выпущен: 11 января 2019 - Лейбл: Alamo Records - Формат: Цифровая загрузка  |
| Bawskee 3.5 | - Выпущен: 26 июля 2019 - Лейбл: Alamo Records - Формат: Цифровая загрузка    |
| Bawskee 4   | - Выпущен: 23 октября 2020 - Лейбл: Alamo Records - Формат: Цифровая загрузка |
| Bawskee 5   | - Выпущен: 18 ноября 2022 - Лейбл: Alamo Records - Формат: Цифровая загрузка  |